# Ernest Tchoupe
Ernest Tchoupe (22 de noviembre de 1987) es un futbolista camerunés, se desempeña como defensor militó en la segunda división de Colombia durante 5 años, actualmente juega en el CS Fabrose de Liga de Quebec en Canadá.

## Trayectoria
En Camerún jugó en tres equipos antes de llegar a probar suerte en el fútbol colombiano a mediados del 2007 se entrenó con el Envigado Fútbol Club donde se hizo amigo de Yhonny Ramírez pero no colmó las expectativas del entrenador y no fue inscrito aunque siguió entrenando,  para el torneo apertura de la segunda división en 2008 decide ir al Girardot FC donde firma contrato por un año allí debutá y fuera del vestuario forja una amistad con Luis Alexander Mosquera y Omar Vásquez con quienes vivía en una casa en el centro de Girardot. Culminado su contrato con el equipo cundinamarques donde apenas le pagaban 150 dólares al mes, recala en territorio santandereano en la calurosa Barrancabermeja donde ficha con el Alianza Petrolera donde tan solo juega 6 partidos sin llegar a conseguir ningún gol tras una temporada regresa al territorio cundinamarques para jugar con el Expreso Rojo de Soacha allí disputa 20 partidos habiendo mostrado gran nivel es contratado por el Patriotas Boyacá donde solo juega el torneo finalización. 
Para 2012 tras 5 años en Colombia toma rumbo a Estados Unidos donde juega 11 partidos con el Minnesota United FC.

## Selección nacional
Defendió los colores de sus selección sub-19 de Camerún durante 2005.

## Clubes
| Club                    | País           | Temporadas    |
| ----------------------- | -------------- | ------------- |
| Les Astres              | Camerún        | 2004-2006     |
| Cotonsport Garoua       | Camerún        | 2006-2007     |
| Envigado F.C (A Prueba) | Colombia       | 2007          |
| Girardot F.C            | Colombia       | 2008          |
| Expreso Rojo            | Colombia       | 2008          |
| Girardot F.C            | Colombia       | 2009          |
| Alianza Petrolera       | Colombia       | 2009-2010     |
| Expreso Rojo            | Colombia       | 2010-2011     |
| Patriotas Boyacá        | Colombia       | 2011          |
| Minnesota United        | Estados Unidos | 2012          |
| Montreal Impact         | Canadá         | 2012-2013     |
| Les Astres              | Camerún        | 2013-2014     |
| FC Fargo                | Estados Unidos | 2015-2016     |
| St-Hubert               | Canadá         | 2017          |
| CS Fabrose              | Canadá         | 2018-presente |